# Новая Безгинка
Новая Безгинка — село в Новооскольском районе Белгородской области. Центр Новобезгинского сельского поселения. 

## География
Село находится в лесостепной зоне, на берегу реки Усердец, в 20 километрах к северо-востоку от райцентра Нового Оскола.

## История
Слобода Новая Безгинка возникла в 1773 году. Деревня ранее называлась Ново-Фёдоровкой. В то время князь Безгин владел землями, расположенными на территории Новой Безгинки, и крестьяне села были во владении двух помещиц: Любимовой и Савеловой.
В 1873 году была построена деревянная церковь. В 1879 году в деревне появилась школа, основанная «по инициативе местного владельца П. Я. Соколова и священника о. Лукинского». 
В декабре 1917 года в Новой Безгинке была установлена советская власть.
В 1928 году, после образования Новооскольского района, Новая Безгинка сохранила статус слободы и стала центром сельского Совета из 6 хуторов и сел.
3 июня 1942 года Новая Безгинка была занята немцами и семь месяцев была оккупирована. Село было освобождено 28 января 1943 года.
18 декабря 1993 года сельский Совет был переименован в администрацию сельского округа.

## Население
По данным переписи лета 1885 года, в деревне Ново-Безгинка — 168 дворов (165 изб), 1181 житель.

В 1932 году в слободе было 675 жителей, в 1979 году — уже в селе Новая Безгинка — 549 жителей, в 1989 — 548 человек.
| 2002 | 2010 |
| ---- | ---- |
| 578  | ↘539 |